# Излегоще
Излего́ще — село на юге Липецкой области, Усманский район. Центр Излегощенского сельсовета.
Население составляет 437 чел. (2011).

## География
Стоит на левом берегу реки Воронежа. В 3 км южнее в неё впадает река Излегоща, давшая название селу.

## История
Село возникло в конце XVI века. В документах 1615 года отмечается, что село тогда имело Рождественскую церковь. Кроме того, в те годы здесь были несколько боярских и атаманских дворов, сенокосы на реке Излегоще и окраине Юшина болота, лес, рыбные ловли и прочие угодья. Первоселенцам было отмежевано по 50 четвертей земли на двор.
В XVII веке в селе одним из промышлов была рыбная ловля, так как в то время в Воронеж заплыло много осётра, а улов щук исчислялся возами.
Известно, что 14 июня 1643 года около 2 тысяч конных и пеших татар, проломав на протяжении 150 сажен надолбы от села Песковатого (ныне Песковатка-Казачья) до деревни Демшиной, подошли к селу Излегоще и расположились своим кошем и шатрами неподалёку. В результате нашествия было ранено 11 излегощенцев и угнано 17 лошадей, а соседнее село было полностью сожжено; взято в плен 11 человек и угнано 18 лошадей.
В связи с нашествием татар в Излегоще были высланы 200 человек из Воронежа для защиты села. Тогда татары разграбили соседнее село Ступино, захватили в плен женщин и детей. В связи с этим осенью в 1644 года из Излегоща направилась делегация, которая требовала построить более надежную оборонительную черту. После этого в январе 1645 года был издан указ о строительстве города-крепости Усмани, земляного вала и других укреплений.
Сильно пострадало от лесного пожара 29 июля 2010 года. Полностью сгорело 97 домов. По другой информации огнём полностью уничтожено 103 дома, остальная деревня не пострадала. Жители села не были эвакуированы. Мы живем на Большаке и все видели своими глазами. Кроме одной улицы села, остальные не пострадали, хотя и было очень страшно. Спасло чудо, потому что вдруг, резко ветер поменял направление, и огонь пошёл в другую сторону, противоположную от села..

## Население
| 2010 | 2011 |
| ---- | ---- |
| 442  | ↘437 |

## Экономика
Основным направлением хозяйственной и производственной деятельности является сельское хозяйство: производство картофеля на чипсы.

## Известные люди
В селе родился Китаев, Николай Михайлович — Герой Советского Союза.